# 少年警察
少年警察也稱做少年刑警，是日本、臺灣等地警政部門成立的警察組織，負責處理少年所犯之罪案，通常屬於刑事警察。以往會由刑事警察的少年科來負責，目前負責的部門會稱為少年警察隊。